# تومي لاوتون
تومي لاوتون (بالإنجليزية: Tommy Lawton)‏ (6 أكتوبر 1919 - 6 نوفمبر 1996) لاعب كرة قدم إنجليزي، كان هدافا مميزا وألهم نادي إيفرتون للفوز بدوري 1939 لكن إنجلترا لم تشارك في بطولات كأس العالم الثلاث التي سبقت الحرب العالمية الثانية بسبب نزاعها مع الفيفا، وبعد انتهاء الحرب تأثرت مسيرة لاوتون بسلسلة من المشاكل الشخصية وكثرة انتقالاته بين الأندية فقد غادر إيفرتون إلى تشيلسي ثم صدم الجميع بانضمامه إلى فريق الدرجة الثالثة نوتس كاونتي لكنه عاود التألق في وقت متأخر مع نادي أرسنال ورغم ذلك لم يقتنع به مدرب منتخب إنجلترا والتر ونتربوتوم ولم يضمه إلى التشكيل الذي شارك في مونديال 1950.

## روابط خارجية
- تومي لاوتون على موقع قاعدة بيانات كرة القدم.إي يو (الإنجليزية)
- تومي لاوتون على موقع ناشيونال فوتبول تيمز (الإنجليزية)
- تومي لاوتون على موقع Soccerbase.com (مدرب) (الإنجليزية)